# Compsophorus malayanus
Compsophorus malayanus är en stekelart som först beskrevs av Heinrich 1975.  Compsophorus malayanus ingår i släktet Compsophorus och familjen brokparasitsteklar. Utöver nominatformen finns också underarten C. m. sundaicus.